# Setodes platecladus
Setodes platecladus är en nattsländeart som beskrevs av Yang och Morse 2000. Setodes platecladus ingår i släktet Setodes och familjen långhornssländor. Inga underarter finns listade i Catalogue of Life.